# Cheirocratus intermedius
Cheirocratus intermedius är en kräftdjursart som beskrevs av Georg Ossian Sars 1894. Enligt Catalogue of Life ingår Cheirocratus intermedius i släktet Cheirocratus och familjen Gammaridae, men enligt Dyntaxa är tillhörigheten istället släktet Cheirocratus och familjen Melitidae. Arten är reproducerande i Sverige. Inga underarter finns listade i Catalogue of Life.